# مرعي بن عمودة الكثيري
مرعي بن عمودة الكثيري (بالبرتغالية: Mari Bim Amude Alkatiri) ـ (ولد في ديلي في 26 نوفمبر 1949) هو أول رئيس وزراء لجمهورية تيمور الشرقية بعد نيلها الاستقلال النهائي عن اندونيسيا. شغل منصبه في الفترة من مايو 2002 وحتى استقالته في 26 يونيو 2006 في أعقاب اضطرابات سياسية مرت بها البلاد، وهو الأمين العام للجبهة الثورية لاستقلال تيمور الشرقية المعروفة اختصارًا باسم FReTiLIn، ويعد الكثيري من المسلمين القلائل للغاية الذين يشتغلون بالسياسة في تيمور الشرقية التي يدين 97% من سكانها بالكاثوليكية.
الكثيري مسلم سني من أصول حضرمية ينتمي للجيل الثالث في تيمور الشرقية. تعود أصول عائلته إلى كثيريي اليمن الذين نزحوا في القرن الخامس عشر من ظفار إلى حضرموت وأسسوا الدولة الكثيرية.

## مولده وأسرته
ولد الكثيري في ديلي بتيمور الشرقية لعائلة ترجع أصولها إلى تجار حضارمة عاشوا في تيمور البرتغالية، وكان له عشرة إخوة.

## بدايته مع السياسة
في سنة 1970 سافر الكثيري بعد إنهائه دراسته الثانوية إلى أنغولا لإتمام دراسته، وعقب عودته إلى تيمور الشرقية شارك في تأسيس الجبهة الثورية لاستقلال تيمور الشرقية، وأصبح وزيرًا للشؤون السياسية بالجبهة. وبعد أن أعلنت الجبهة استقلال جمهورية تيمور الشرقية الديمقراطية في 28 نوفمبر 1975، سافر الكثيري إلى الخارج ضمن بعثة دبلوماسية رفيعة المستوى، وتسبب اجتياح إندونيسيا للدولة الوليدة في 7 ديسمبر 1975 في قطع طريق العودة على الكثيري ورفاقه، فأسس في العاصمة الموزمبيقية مابوتو قيادة للبعثة الخارجية الجبهة الثورية.

## وصلات خارجية
- رئيس الوزراء التيموري الشرقي ذو أصول عربية.